# Arthroderma curreyi
Arthroderma curreyi är en svampart som beskrevs av Berk. 1860. Arthroderma curreyi ingår i släktet Arthroderma och familjen Arthrodermataceae.  Arten är reproducerande i Sverige. Inga underarter finns listade i Catalogue of Life.